# Área protegida privada Bellavista

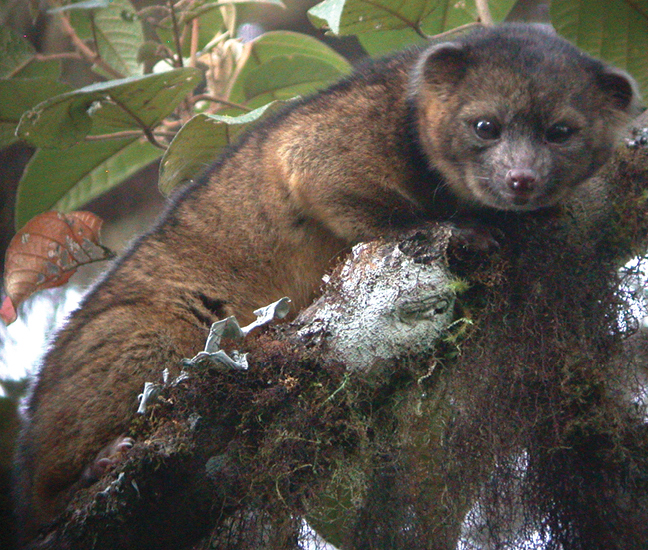
Una de las especies características de los bosques nubosos del Chocó Andino de Ecuador y que se ha registrado en el área protegida, es el olinguito (Bassaricyon neblina), un pequeño carnívoro que se distribuye en las estribaciones occidentales de los Andes de Ecuador en las provincias de Pichincha y Cotopaxi.

El Área Protegida Privada Bellavista (APPB) es la primera área de protección privada del Ecuador y forma parte de la Reserva de la Biósfera del Chocó Andino. Se localiza en la provincia de Pichincha, en el cantón Quito, parroquia Nanegalito, y una pequeña porción en el cantón San Miguel de Los Bancos, parroquia Mindo; colinda con los bosques protectores Mindo Nambillo y Cuenca Río Guayllabamba.

## Características físicas

### Geología
La morfología es acolinada con pendientes abruptas de 15 a 30 % en los bancos aluviales de las distintas micro cuencas; presenta características volcánicas sedimentarias y de rellenos de conos de esparcimientos antiguos. La Formación San Tadeo, representa el 70 % del área de conservación que presenta suelos de arenisca volcánica y aglomerados.

### Geomorfología
Se caracteriza por un macrorelieve conformado por relieves de piedemonte y cordillera; un trazado variado y amorfo montañoso con pendiente que varían su pendiente que va desde los 1400 hasta los 2400 m.s.n.m.

### Edafología
El suelo del APPB está conformado por derivados de cenizas volcánicas recientes, presentan una baja fertilidad debido a la acelerada lixiviación de las bases como efecto de las altas precipitaciones de la región. El régimen climático determina las variaciones edáficas del lugar. Los suelos presentan características secundarias como la presencia de suelos negros conforme la altitud aumenta y disminuye la temperatura. El 72 % presenta suelos tipo Inceptisol y el 28 % varía sus tipos.

### Clima
El área presenta un clima mesotérmico muy húmedo, con temperaturas que van desde los 12 °C y 22 °C y precipitaciones >2000 mm/año. El área de conservación presenta un solo ombrotipo: Húmedo superior, según el modelo bioclimático del Ecuador continental

## Característica biológicas

### Ecosistemas y cobertura vegetal
El área protegida conserva bosques nativos del Chocó andino, que forma parte del bosque húmedo del Chocó- Darién. Según la clasificación de ecosistemas terrestres del Ecuador continental el APPB conserva bosque siempre verde montano de la cordillera occidental de los Andes, este ecosistema multiestratificado se caracteriza por un dosel de unos 20 a 25 metros de altura, las especies arbóreas se encuentran cubiertas por biofitas y plantas epifitas vasculares como: Araceae, Orchidaceae, Bromeliaceae y Cyclanthaceae.